# Aldis Hodge
Aldis Alexander Basil Hodge (New York, 20 settembre 1986) è un attore statunitense.

## Biografia
La madre di Hodge è della Florida mentre suo padre è delle Isole Vergini Americane. Entrambi i genitori erano arruolati nel corpo dei Marines. È il fratello minore dell'attore Edwin Hodge che è stato ospite nella serie televisiva Leverage - Consulenze illegali. Da bambino ha suonato sia il clarinetto e il violino, ma da adulto la sua attenzione si è rivolta al violino. Oltre a recitare, Hodge scrive, dipinge e frequenta l'Art Center College of Design di Pasadena (California). È stato nominato a un Saturn Award per la sua interpretazione di Alec Hardison nella serie televisiva Leverage - Consulenze illegali per "miglior attore non protagonista in televisione" nel 2010.
Nel 2022 interpreta il ruolo del supereroe Hawkman (Carter Hall) nel film del DC Extended Universe Black Adam, diretto da Jaume Collet-Serra.

## Filmografia parziale

### Attore

#### Cinema
- Die Hard - Duri a morire (Die Hard with a Vengeance), regia di John McTiernan (1995)
- Amare è... (Bed of Roses), regia di Michael Goldenberg (1996)
- Big Mama (Big Momma's House), regia di Raja Gosnell (2000)
- Ladykillers (The Ladykillers), regia di Joel ed Ethan Coen (2004)
- The Tenants, regia di Danny Green (2005)
- Little Athens, regia di Tom Zuber (2005)
- Edmond, regia di Stuart Gordon (2005)
- American Dreamz, regia di Paul Weitz (2006)
- Red Sands - La forza occulta (Red Sands), regia di Alex Turner (2009)
- The East, regia di Zal Batmanglij (2013)
- Die Hard - Un buon giorno per morire (A Good Day to Die Hard), regia di John Moore (2013)
- Straight Outta Compton, regia di F. Gary Gray (2015)
- Jack Reacher - Punto di non ritorno (Jack Reacher: Never Go Back), regia di Edward Zwick (2016)
- Il diritto di contare (Hidden Figures), regia di Theodore Melfi (2016)
- Brian Banks - La partita della vita (Brian Banks), regia di Tom Shadyac (2018)
- Clemency, regia di Chinonye Chukwu (2019)
- What Men Want - Quello che gli uomini vogliono (What Men Want), regia di Adam Shankman (2019)
- L'uomo invisibile (The Invisible Man), regia di Leigh Whannell (2020)
- Magic Camp, regia di Mark Waters (2020)
- Quella notte a Miami... (One Night in Miami...), regia di Regina King (2020)
- The Birthday Cake - Vendetta di famiglia (The Birthday Cake), regia di Jimmy Giannopoulos (2021)
- Black Adam, regia di Jaume Collet-Serra (2022)
- Marmalade, regia di Keir O'Donnell (2024)

#### Televisione
- Between Brothers  – serie TV, episodio 1x06 (1997)
- NYPD - New York Police Department (NYPD Blue) – serie TV, episodio 5x14 (1998)
- E.R. - Medici in prima linea (ER) – serie TV, episodi 5x06-10x02 (1998, 2003)
- Pacific Blue – serie TV, episodi 4x16-5x15 (1999-2000)
- Buffy l'ammazzavampiri (Buffy the Vampire Slayer) – serie TV, episodio 4x04 (1999)
- Giudice Amy (Judging Amy) – serie TV, episodio 2x01 (2000)
- City of Angeles – serie TV, episodi 2x01-2x10 (2000)
- Becker – serie TV, episodio 3x15 (2001)
- CSI - Scena del crimine (CSI: Crime Scene Investigation) – serie TV, episodi 1x16-9x02 (2001, 2008)
- Boston Public – serie TV, episodio 2x15 (2002)
- Streghe (Charmed) – serie TV, episodio 4x20 (2002)
- American Dreams – serie TV, 4 episodi (2003)
- Cold Case - Delitti irrisolti (Cold Case) – serie TV, episodio 1x05 (2003)
- Girlfriends – serie TV, episodi 5x01-5x17-6x18 (2004-2006)
- Half & Half – serie TV, episodio 4x04 (2005)
- Numb3rs – serie TV, episodio 2x12 (2006)
- Bones – serie TV, episodio 1x21 (2006)
- Friday Night Lights – serie TV, 6 episodi (2006-2007)
- Supernatural – serie TV, episodi 2x21-2x22 (2007)
- Standoff – serie TV, episodio 1x17 (2007)
- Leverage - Consulenze illegali (Leverage) – serie TV, 76 episodi (2008-2012)
- Castle – serie TV, episodio 1x06 (2009)
- The Forgotten – serie TV, episodio 1x08 (2009)
- Private Practice – serie TV, episodio 3x16 (2010)
- The Chicago Code – serie TV, episodio 1x09 (2011)
- CSI: Miami – serie TV, episodio 10x07 (2011)
- The After, regia di Chris Carter – episodio pilota (2014)
- The Walking Dead – serie TV, episodio 4x09 (2014)
- Rectify – serie TV, episodio 2x04 (2014)
- Turn: Washington's Spies – serie TV, 17 episodi (2014-2017)
- Underground – serie TV, 18 episodi (2016-2017)
- The Blacklist – serie TV, episodio 4x21 (2017)
- Black Mirror – serie TV, episodio 4x06 (2017)
- Star Trek: Short Treks – serie TV, episodio 1x02 (2018)
- City on a Hill – serie TV, 26 episodi (2019-2022)
- Leverage: Redemption – serie TV, 6 episodi (2021-2022)
- Alex Cross - serie Tv, 8 episodi (2024)

### Doppiatore
- Happy Feet, regia di George Miller (2006)

## Doppiatori italiani
Nelle versioni in italiano delle opere in cui ha recitato, Aldis Hodge è stato doppiato da:
- Marco Baroni in CSI - Scena del crimine (ep. 1x16) , Ladykillers
- Alessandro Quarta in Leverage - Consulenze illegali, The East
- Gabriele Sabatini in Straight Outta Compton, Black Adam
- Perla Liberatori in Die Hard - Duri a morire
- Corrado Conforti in Cold Case - Delitti irrisolti
- Massimo Bitossi in Brian Banks - La partita della vita
- Andrea Lavagnino in What Men Want - Quello che gli uomini vogliono
- Mirko Mazzanti in Supernatural
- Sacha De Toni in CSI - Scena del crimine (ep. 9x02)
- Antonio Palumbo in Castle
- Gabriele Lopez in Private Practice
- Davide Lepore in CSI: Miami
- Enrico Chirico in The Walking Dead
- Paolo De Santis in Jack Reacher - Punto di non ritorno
- Giorgio Borghetti ne Il diritto di contare
- Carlo Petruccetti in Black Mirror
- Francesco De Francesco in City on a Hill
- Dodo Versino ne L'uomo invisibile
- Fabrizio De Flaviis in Quella notte a Miami...